# AS Saint-Étienne
Die Association sportive de Saint-Étienne (kurz ASSE) ist ein französischer Fußballverein aus der ostfranzösischen Industriestadt Saint-Étienne. Sie ist mit zehn Meistertiteln, sechs Pokalsiegen und fünf Superpokalsiegen einer der erfolgreichsten Fußballvereine des Landes. In der Ewigen Tabelle der Ligue 1 belegt sie den vierten Platz.
Die erste Fußballmannschaft trägt seit vielen Jahren ihre Heimspiele im Stade Geoffroy-Guichard aus, das eine Kapazität von 41.965 Zuschauern aufweist. Sie wird von Eirik Horneland trainiert; Vereinspräsident ist Ivan Gazidis. Aktuell spielt die ASSE in der erstklassigen Ligue 1, nachdem in der Saison 2023/24 die Relegation gewonnen wurde. Der größte Erfolg des Vereins war die Teilnahme am Finale des Europapokals der Landesmeister im Jahr 1976.

## Geschichte

### Anfänge (1919–1938)
Der Verein wurde 1919 von Angestellten der Einzelhandelskette Casino als Amicale de la Société Casino gegründet, dann in Association Sportive Stéphanoise (nach dem Beinamen der Stadt – Étienne und Stéphane sind Synonyme) umbenannt und nahm 1933 seinen heutigen Namen (in Frankreich kurz: l’ASSE) an. Die Vereinsfarben sind Grün und Weiß, weshalb der Verein auch, lange vor einer gleichnamigen Partei, als Les Verts (Die Grünen) bezeichnet wird.
| Saison               | Platz  | Tore  | Punkte |
| -------------------- | ------ | ----- | ------ |
| 1933/34 (Gruppe Süd) | 2/8    | 25:16 | 19:9   |
| 1933/34 (Relegation) | 3/3    | 7:9   | 2:6    |
| 1934/35              | 9/14   | 46:59 | 23:29  |
| 1935/36              | 3/18   | 99:49 | 52:16  |
| 1936/37              | 3/17   | 98:50 | 40:24  |
| 1937/38              | 2/16 ▲ | 72:40 | 41:19  |

Der Verein wurde 1933 in das französische Ligasystem integriert und startete dabei in der Südgruppe der zweitklassigen Division 2. Bereits in der ersten Saison gelang der zweite Platz hinter Red Star Olympique, sodass die ASSE gemeinsam mit Racing Straßburg und dem FC Mulhouse an der Relegation teilnehmen durfte. Saint-Étienne belegte hierbei den dritten und letzten Platz und verpasste damit den Aufstieg.
Nach einem enttäuschenden 9. Platz in der Saison 1934/35 wurde der Aufstieg 1935/36 als Drittplatzierter knapp verpasst. Dabei war der Torquotient ausschlaggebend, die beim punktgleichen RC Roubaix wesentlich besser war. Auch 1936/37 reichte es für die ASSE nur zu Platz 3. In diesen beiden Saisonen kratzte der Klub jeweils an der 100-Tor-Marke, 1936/37 stellte Saint-Étienne mit 98 Toren die beste Offensive der Liga.
In der Saison 1937/38 sollte es dann doch gelingen. In der Südgruppe gelang der erste Platz, womit man an der zweiten Phase teilnahm. Dabei hatte Saint-Étienne lange um einen möglichen Aufstieg bangen müssen. Am vorletzten Spieltag verlor man zuhause mit 2:3 gegen die AC Le Havre, was der einzigen Heimniederlage in dieser Saison entsprach. Le Havre hatte den Aufstieg gesichert, einen Punkt hinter Stade Rennes UC fiel die ASSE auf Platz 3 zurück. Vom selbigen Gegner wurde man zum Saisonabschluss empfangen und setzte sich auswärts mit 3:0 durch. Damit war man als Zweitplatzierter erstmals in das französische Oberhaus aufgestiegen. Der Angreifer Yvan Beck erzielte für Saint-Étienne 35 Tore in dieser Saison. Jedoch erhielt Hugo Lamanna vom CA Paris die Torschützenkrone, da nur die in der zweiten Phase erzielten Tore für die Auszeichnung zählten.

### Erste Jahre im Oberhaus (1938–1956)
| Saison                  | Platz | Tore  | Punkte |
| ----------------------- | ----- | ----- | ------ |
| 1938/39                 | 4/16  | 46:30 | 35:25  |
| 1939/40 (Gruppe Südost) | 4/5   | 21:26 | 6:10   |
| 1940/41 (Gruppe Süd)    | 9/9   | 17:34 | 7:25   |
| 1941/42 (Gruppe Süd)    | 4/9   | 22:30 | 16:16  |
| 1942/43 (Gruppe Süd)    | 5/16  | 50:49 | 31:29  |
| 1944/45 (Gruppe Süd)    | 8/12  | 45:54 | 17:27  |
| 1945/46                 | 2/18  | 86:68 | 44:24  |
| 1946/47                 | 11/20 | 71:84 | 37:39  |
| 1947/48                 | 4/18  | 72:58 | 41:27  |
| 1948/49                 | 8/18  | 68:72 | 35:33  |
| 1949/50                 | 11/18 | 60:58 | 32:36  |
| 1950/51                 | 7/18  | 63:59 | 37:31  |
| 1951/52                 | 9/18  | 69:68 | 36:32  |
| 1952/53                 | 11/18 | 44:59 | 30:38  |
| 1953/54                 | 5/18  | 48:47 | 38:30  |
| 1954/55                 | 7/18  | 58:51 | 35:33  |
| 1955/56                 | 4/18  | 68:53 | 41:27  |

Die erste Saison in der Division 1 verlief für die ASSE ziemlich erfolgreich, da man sensationell den vierten Platz belegen konnte. Während der Kriegszeit wurde die französische Liga gruppenweise (Nord und Süd) ausgetragen, Saint-Étienne nahm stets in der Südgruppe (1939/40 Südost) teil. Diese „Kriegsmeisterschaften“ zählt der Verband allerdings nicht als offiziell.
In der Saison 1943/44 setzte sich die Liga einmalig ausschließlich aus Bundesauswahlen zusammen, die die „normalen“ Fußballvereine ersetzten. In der anschließenden Spielzeit waren wieder die bisherigen Erstligisten im Einsatz.
Als der Zweite Weltkrieg 1945 zu Ende ging, kehrte die französische Liga zum alten System zurück. In der ersten Spielzeit nach dem Krieg wurde die ASSE Vizemeister hinter dem OSC Lille. Das war insofern überraschend, da der Verein in den Jahren zuvor meist niedrigere Plätze belegte. In den weiteren Jahren belegte der Verein hauptsächlich Plätze im Mittelfeld der Tabelle, auch die Punkteausbeute pendelte stets im Dreißiger-Bereich. Über den vierten Platz – der 1947/48 sowie 1955/56 erreicht wurde – kam er hierbei nicht hinaus.
Im Jahr 1955 gewann Saint-Étienne seinen ersten Vereinstitel. In der Coupe Charles Drago setzte sich der Verein im Endspiel mit 2:0 gegen die UA Sedan-Torcy durch.

### Vom Meister zum Absteiger als Pokalsieger (1956–1963)
| Saison  | Platz   | Tore  | Punkte |
| ------- | ------- | ----- | ------ |
| 1956/57 | 1/18    | 88:45 | 49:19  |
| 1957/58 | 7/18    | 55:52 | 37:31  |
| 1958/59 | 6/20    | 68:73 | 40:36  |
| 1959/60 | 12/20   | 62:65 | 36:40  |
| 1960/61 | 5/20    | 60:54 | 43:33  |
| 1961/62 | 17/20 ▼ | 55:60 | 30:46  |
| 1962/63 | 1/19 ▲  | 86:46 | 58:14  |

Saint-Étienne legte in der Saison 1956/57 einen Start-Ziel-Sieg hin; dabei hatte Trainer Jean Snella ein nahezu komplett neues Team aufbauen müssen, wozu er sich hauptsächlich aus der eigenen zweiten Mannschaft bediente, die 1956 französischer Amateurmeister geworden war und aus der er fünf maximal 20-jährige bei den Profis zu Stammkräften machte. Doch die „grüne Kavallerie“ mit ihrem Angriffstrio Mekhloufi/Njo-Léa/Rijvers stürmte von Anfang an ihre Gegner in Grund und Boden, gewann beim FC Nancy 7:1, gegen Olympique Marseille 6:3, bei Sedan-Torcy 6:2 und führte nach dem zehnten Spieltag und einem 5:4-Sieg bei Stade Reims die Tabelle mit sechs Punkten Vorsprung an. Saint-Étienne wurde auch Herbstmeister mit allerdings nur noch zwei Zählern vor Reims. Sieben Runden vor Saisonschluss hatte der Konkurrent aus der Champagne nach Punkten sogar zur ASSE aufgeschlossen und auch der RC Lens sich bis auf drei Längen herangearbeitet. Dann ging Reims etwas die Luft aus und Saint-Étienne gewann in Lens. Diesen Vorsprung ließen die Grünen sich nicht mehr nehmen und wurden so erstmals französischer Meister. Der Angreifer Eugène Njo-Léa hatte es dabei auf elf aufeinanderfolgende Begegnungen gebracht, in denen ihm jeweils mindestens ein Tor gelang, wobei sich alleine diese Serie auf 17 Treffer summierte. Insgesamt erzielte der Kameruner 29 Treffer und ordnete sich in der Torschützenliste auf dem dritten Platz ein.
| Die Meisterschaft 1957 der AS Saint-Étienne |
| * Tor: Claude Abbes (34/-) - Abwehr: François Wicart (34/1), Richard Tylinski (34/-), Michel Tylinski (25/-), Juan Cascado (3/-) - Mittelfeld: René Domingo (34/5), René Ferrier (28/3), Jean Oleksiak (14/1), Émile Wassmer (10/-), Yvon Goujon (5/-) - Angriff: Kees Rijvers (33/9), Eugène Njo-Léa (32/29), Rachid Mekhloufi (30/25), Bernard Lefèvre (29/10), Georges Peyroche (19/1), Armand Fouillen (10/4) - Trainer: Jean Snella |

Als französischer Meister nahm Saint-Étienne an der Challenge des Champions – dem französischen Supercup unter seiner ersten Bezeichnung – teil. Gegner war der amtierende Pokalsieger FC Toulouse, der damit im Heimvorteil war, weil die Partie ausgerechnet in Toulouse ausgetragen wurde. Nichtsdestotrotz konnte Saint-Étienne die Partie mit 2:1 für sich entscheiden.
Die Meisterschaft ermöglichte weiters die Teilnahme am Europapokal der Landesmeister 1957/58. Allerdings schied die ASSE schon in der Vorrunde nach einer 1:3-Niederlage und einem 2:1-Heimsieg gegen die Glasgow Rangers aus. In den nächsten Jahren sollte es der Verein lange Zeit nicht schaffen, an die Meistersaison anzuknüpfen. Noch in der gleichen Spielzeit gewann er immerhin erneut die Coupe Drago.
Im Jahr 1960 setzte sich Saint-Étienne mit 3:2 gegen Le Havre durch und erreichte so erstmals das Finale des französischen Pokals gegen die AS Monaco. Das Spiel wurde am 15. Mai 1960 im Stade Olympique Yves-du-Manoir in Colombes ausgetragen. Bereits in der fünften Minute brachte Serge Roy die Monegassen in Front. Für die ASSE glich Ginès Liron in der 43. Minute aus. Der damalige Mannschaftskapitän René Domingo brachte die Grünen in der 86. Minute mit 2:1 in Führung. Aber nur zwei Minuten später glich Henri Biancheri wieder aus und provozierte so die Verlängerung. Nach Treffern von François Ludwikowski (103.) und Serge Roy (114.) musste sich Saint-Étienne mit 2:4 geschlagen geben.
Zwei Jahre später erreichte die ASSE erneut das Pokalfinale. Im März 1962 schrieb die größte französische Sportzeitung L'Equipe, der Pokal habe sich „zu einer Trostrunde entwickelt“. Drei der vier Halbfinalisten – darunter eben auch Saint-Étienne – kämpften nämlich gegen den Abstieg. Neben Saint-Étienne waren das der SCO Angers sowie der FC Metz. Im Endspiel traf die ASSE stattdessen jedoch auf den FC Nancy, gewann die Partie durch ein Tor von Jean-Claude Baulu in der 86. Minute aber mit 1:0. Mit nur einem Gegentor in sechs Pokalrunden hat Saint-Étienne den bisherigen Rekord von Olympique Marseille von der Saison 1926/27 eingestellt. Dieses Gegentor fiel ausgerechnet in der ersten Runde gegen den Amateurligisten UE Le Mans (3:1).
Neben dem zuvor erwähnten FC Metz musste Saint-Étienne am Ende der Saison 1961/62 dennoch absteigen, nachdem der enttäuschende 17. Platz belegt wurde. Die ASSE war damit der erste Verein, der als Zweitligist an einem internationalen Wettbewerb der UEFA teilnehmen durfte. In der 1. Runde des Europapokals der Pokalsieger setzte er sich gegen Vitória Setúbal durch (1:1 h; 3:0 a), ehe er sich in der 2. Runde dem 1. FC Nürnberg geschlagen geben musste (0:0 h; 0:3 a).

### Die „goldene Ära“ (1963–1982)
| Saison  | Platz | Tore  | Punkte       |
| ------- | ----- | ----- | ------------ |
| 1963/64 | 1/18  | 71:48 | 44:24        |
| 1964/65 | 7/18  | 48:43 | 35:33        |
| 1965/66 | 5/20  | 85:62 | 45:31        |
| 1966/67 | 1/20  | 82:37 | 54:22        |
| 1967/68 | 1/20  | 78:30 | 57:19        |
| 1968/69 | 1/18  | 70:26 | 53:15        |
| 1969/70 | 1/18  | 88:30 | 56:12        |
| 1970/71 | 2/20  | 83:45 | 51:25        |
| 1971/72 | 6/20  | 81:59 | 44:32        |
| 1972/73 | 4/20  | 64:47 | 46:30        |
| 1973/74 | 1/20  | 74:40 | 55:21 + 11 1 |
| 1974/75 | 1/20  | 70:39 | 52:24 + 6 2  |
| 1975/76 | 1/20  | 68:39 | 51:25 +6 2   |
| 1976/77 | 5/20  | 55:36 | 45:31        |
| 1977/78 | 7/20  | 50:49 | 42:34        |
| 1978/79 | 3/20  | 77:34 | 54:22        |
| 1979/80 | 3/20  | 73:50 | 54:22        |
| 1980/81 | 1/20  | 68:26 | 57:19        |
| 1981/82 | 2/20  | 74:31 | 54:22        |

Ab dem letzten Drittel der Sechzigerjahre dominierte die AS Saint-Étienne den französischen Fußball. Sie kehrte als Zweitligameister 1963 in das französische Oberhaus zurück und sollte dieses für die nächsten 20 Jahre entscheidend prägen. Am Ende der Saison 1963/64 erlangte die ASSE ihren zweiten Meistertitel. Als Aufsteiger französischer Meister zu werden hatte zuvor nur Girondins Bordeaux in der Saison 1949/50 geschafft. Im Europapokal der Landesmeister schieden die Grünen jedoch erneut in der Vorrunde aus. Der Gegner FC La Chaux-de-Fonds (2:2 h; 1:2 a) kam hierbei aus dem französischsprachigen Raum der Schweiz.
Wie schon nach der ersten Meistersaison belegte Saint-Étienne auch in der Saison 1964/65 den 7. Platz. Von 1967 bis 1970 gewann die ASSE gleich vier Meistertitel in Folge. Sie sollte in dieser Hinsicht für sehr lange Zeit der Rekordträger bleiben. Weiters festigte der Verein mit dem Gewinn des französischen Pokals in den Jahren 1968 und 1970 seine ersten beiden Doubles. In letzterem Finale feierte Saint-Étienne mit einem 5:0 über den FC Nantes den höchsten Finalsieg in der Geschichte des französischen Fußballpokals. Im Supercup unterlag man dem OGC Nizza mit 0:2; es war die einzige Supercup-Niederlage des Vereins überhaupt, nachdem er zuvor fünfmal erfolgreich war.
Auf internationalem Niveau blieben Erfolge – wie man sie vom nationalen Niveau kannte – jedoch lange aus. Bei den vier Teilnahmen am Europapokal der Landesmeister von 1967 bis 1970 kam die ASSE nie über die 2. Runde hinaus. Der größte Erfolg war das Weiterkommen in der 1. Runde der Saison 1969/70 gegen den FC Bayern München. Dabei hatte man eine 0:2-Niederlage in München mit einem 3:0-Heimsieg sensationell gedreht.
In der Spielzeit 1970/71 lieferte sich Saint-Étienne ein enges Rennen gegen Olympique Marseille, das insbesondere durch sein „magisches Angriffstandem“ Skoblar/Magnusson auf sich aufmerksam machte. Daran änderte sich auch bis in das Frühjahr 1971 hinein – und ungeachtet der Tatsache, dass Marseilles eigenwilliger Präsident Marcel Leclerc im Winter den Erfolgstrainer Mario Zatelli zum Sportdirektor „weggelobt“ und durch Lucien Leduc ersetzt hatte – nichts. Anfang Mai 1971 hatte Saint-Étienne sich erstmals einen Drei-Punkte-Vorsprung erarbeiten können. Unmittelbar danach gab Leclerc bekannt, dass er zur kommenden Saison zwei zentrale Spieler der Grünen unter Vertrag genommen habe, nämlich Torhüter Georges Carnus und Innenverteidiger Bernard Bosquier. Während darüber ein über die Medien ausgetragener Dauerstreit mit seinem Kollegen Roger Rocher losbrach, verlor Saint-Étienne sein folgendes Heimspiel gegen Bordeaux, und Rocher suspendierte – gegen den ausdrücklichen Wunsch seines Meistertrainers Albert Batteux – anschließend die beiden „Verräter“. In der Folge erlitt die ASSE weitere, teils unerwartete Punktverluste, während Marseille seine letzten fünf Begegnungen allesamt gewann, sich an die Tabellenspitze setzte und schließlich noch vier Punkte zwischen sich und der zweitplatzierten ASSE legte. Torschützenkönig Skoblar von OM mit 44 und Salif Keïta von den Grünen mit 42 Treffern pulverisierten den bisherigen Ligarekord von Philippe Gondet (36 Tore in der Saison 1965/66) und stellten eine bis ins 21. Jahrhundert unerreichte Bestmarke auf.
Die Vizemeisterschaft ermöglichte Saint-Étienne das Debüt im neu gegründeten UEFA-Pokal, aus dem man jedoch schon in der 1. Runde gegen den 1. FC Köln (1:1 h; 1:2 a) ausschied. Nach zwei etwas schwächeren Saisonen wurde die ASSE in der Spielzeit 1973/74 zum siebten Mal französischer Meister und gewann darüber hinaus zum vierten Mal den französischen Pokal. In weiterer Folge erreichte der Verein überraschend das Halbfinale im Europapokal der Landesmeister. Auf dem Weg dorthin wurden Sporting Lissabon (2:0 h; 1:1 a), nach Verlängerung Hajduk Split (1:4 a; 5:1 h) und Ruch Chorzów (2:3 a; 2:0 h) ausgeschaltet. Im Halbfinale musste man sich schlussendlich dem späteren Sieger Bayern München nach einem torlosen Heimspiel und einer 0:2-Niederlage in München geschlagen geben.
Auch am Ende der Saison 1974/75 gewann Saint-Étienne das Double aus Meisterschaft und Pokal. Daraufhin sorgten die Grünen im Europapokal der Landesmeister weiter für Furore. In der 1. Runde schaltete man Kjøbenhavns Boldklub mit 2:0 auswärts und mit 3:1 daheim aus. In der 2. Runde setzte man sich ebenso souverän gegen die Glasgow Rangers mit 2:0 daheim und mit 2:1 auswärts. Im Viertelfinale traf man auf Dynamo Kiew, den Titelverteidiger des Europapokals der Pokalsieger. Das Hinspiel in Simferopol ging mit 0:2 verloren; im Rückspiel siegte die ASSE nach Verlängerung mit 3:0 und stand somit zum zweiten Mal in Folge im Halbfinale. Dabei hatte sie Glück, dass die beiden Favoriten Real Madrid und Bayern München gegeneinander antreten mussten und daher die PSV Eindhoven als Halbfinalgegner zugelost wurde. Das Hinspiel wurde mit 1:0 gewonnen, womit Saint-Étienne mit vier Siegen aus vier Spielen eine perfekte Heimbilanz vorzuweisen hatte. Das Rückspiel endete torlos und Saint-Étienne stand im Finale.
Der Endspielgegner war der FC Bayern, nachdem sich dieser zuvor in einem eklatanten Halbfinale gegen Real Madrid durchsetzte. In dieser Partie traf Dominique Bathenay die Unterkante der Latte und Jacques Santini den Innenpfosten des Münchner Tors. Das Torgebälk war seinerzeit noch eckig, der Ball überquerte in beiden Fällen die Linie daher nicht. Am Ende ging die Partie mit 1:0 an den FC Bayern. Noch heute weiß jeder in Saint-Étienne, was gemeint ist, wenn jemand von les poteaux carrés („die eckigen Pfosten“) spricht. Trotz der Niederlage wurde die Mannschaft am nächsten Tag auf den Pariser Champs Elysées als bislang einzige französische Vereinsmannschaft von einer gewaltigen Menschenmenge empfangen. Durch diesen Achtungserfolg wurde die ASSE zum neuen „Lieblingsclub der Nation“, in dem der Fußball davor lange Zeit nur mäßig populär war, und sogar über die Landesgrenzen hinaus; so benannte sich die britische Popband Saint Etienne nach dem Club. Für die Stadt, die gleichzeitig eine Krise aufgrund von Zechenstilllegungen und Pleiten einiger großer Arbeitgeber verdauen musste, wurde der Verein zum Bindeglied.
Diese höchst erfolgreiche Saison rundete Saint-Étienne mit dem neunten Meistertitel ab, ein Jahr später folgte der sechste Gewinn des französischen Pokals, musste sich in der Liga jedoch mit Platz 5 zufriedengeben.
In der 1980/81 konnte sich die ASSE ihren zehnten Meistertitel – der letzte nennenswerte Titel der Vereinsgeschichte – sichern. Darüber hinaus stand sie im Finale des Pokals, verlor dieses aber erstmals seit 21 Jahren nach einer 1:2-Niederlage gegen den SEC Bastia.
Bis dahin erreichte der Verein noch dreimal das Viertelfinale eines UEFA-Wettbewerbs; erst im Europapokal der Landesmeister 1976/77, anschließend in den Saisonen 1979/80 und 1980/81 des UEFA-Pokals. In der Saison 1981/82 musste Saint-Étienne sowohl in der Liga als auch im Pokal jeweils mit dem zweiten Platz vorliebnehmen. Dies markierte zugleich das Ende der „goldenen Ära“ des Vereins.

### Rückfall ins Mittelmaß (1982–1994)
| Saison             | Platz   | Tore  | Punkte |
| ------------------ | ------- | ----- | ------ |
| 1982/83            | 14/20   | 41:52 | 34:42  |
| 1983/84            | 18/20 ▼ | 31:52 | 30:46  |
| 1984/85 (Gruppe B) | 2/18    | 66:22 | 48:20  |
| 1985/86 (Gruppe A) | 1/18 ▲  | 50:29 | 46:22  |
| 1986/87            | 16/20   | 27:32 | 33:43  |
| 1987/88            | 4/20    | 54:56 | 42:34  |
| 1988/89            | 14/20   | 39:50 | 48     |
| 1989/90            | 15/20   | 38:46 | 34:42  |
| 1990/91            | 13/20   | 40:46 | 35:41  |
| 1991/92            | 10/20   | 42:37 | 37:39  |
| 1992/93            | 7/20    | 34:26 | 43:33  |
| 1993/94            | 11/20   | 38:36 | 37:39  |

Ab 1982 verlor Saint-Étienne mehrere Stammspieler, zudem war erstmals von schwarzen Kassen die Rede. Am Ende der Saison 1983/84 belegte Saint-Étienne den 18. Platz. Nachdem die Relegation gegen Racing Paris (0:0 a; 0:2 h) verloren wurde, stieg der Verein nach 21 Jahren wieder in die zweite Liga ab. In der ersten Spielzeit gelang der zweite Platz in Gruppe B, womit die ASSE an der Relegation teilnehmen durfte. Sie schied aber schon im Halbfinale mit 0:2 gegen die damalige Fahrstuhlmannschaft Stade Rennes aus. Ein Jahr später stieg Saint-Étienne als Erstplatzierter der Gruppe A direkt auf.
Allerdings hatte die ASSE in weiterer Folge mehr gegen den Abstieg zu kämpfen, als an die nationale Spitze zurückzukehren. Einziger Ausreißer war der 4. Platz in der Saison 1987/88. Die erbrachten Leistungen ließen eine Teilnahme am Europapokal jedoch nicht zu, weshalb der Verein die zugehörigen Einnahmen nicht generieren konnte.

### Fußballerische Achterbahnfahrt (1994–2004)
| Saison    | Platz   | Tore  | Punkte |
| --------- | ------- | ----- | ------ |
| 1994/95   | 18/20   | 45:55 | 38     |
| 1995/96   | 19/20 ▼ | 36:59 | 34     |
| 1996/97   | 17/22   | 48:56 | 51     |
| 1997/98   | 17/22   | 47:60 | 51     |
| 1998/99   | 1/20 ▲  | 56:38 | 68     |
| 1999/2000 | 6/20    | 46:47 | 48     |
| 2000/01   | 16/18 ▼ | 43:56 | 37     |
| 2001/02   | 13/20   | 35:42 | 46     |
| 2002/03   | 9/20    | 34:30 | 51     |
| 2003/04   | 1/20 ▲  | 44:29 | 73     |

In der Saison 1994/95 hätte Saint-Étienne als 18. im Normalfall absteigen müssen. Jedoch wurde Olympique Marseille aufgrund von finanziellen Problemen der Aufstieg verweigert, sodass Saint-Étienne die Klasse haarscharf hielt. Doch nur eine Spielzeit später stieg der Verein als 19. dann doch ab. Die Talfahrt setzte sich allerdings auch in der Division 2 fort, es drohte gar der Abstieg in die drittklassige Championnat National. Nachdem zweimal in Folge mit Platz 17 knapp die Klasse erhalten wurde, ging es für Saint-Étienne nach Abschluss der Saison 1998/99 als Zweitligameister zurück in die erste Liga.
Anfang 2001 wurde Gérard Soler, der damalige Vizepräsident des Vereins, vom Ligaverband LFP wegen seiner Beteiligung an der „Passfälschungsaffäre“ (affaire des faux passeports), bei der es um gefälschte Reise- und Spielerpässe ging, mit einem einjährigen Funktionsverbot bedacht. Im Frühjahr 2002 erfolgte durch ein ordentliches Gericht auch eine Verurteilung wegen Beihilfe in dieser Angelegenheit zu zwei Jahren Freiheitsstrafe auf Bewährung, einer 50.000-Euro-Geldstrafe und einem einjährigen Berufsverbot im gesamten Sportbereich. Dies wirkte sich sichtlich auch sportlich auf die ASSE aus, die am Ende der Saison 2000/01 erneut abstieg. Erneut verbrachte sie drei Jahre in der zweiten Liga, ehe sie als Zweitligameister der Saison 2003/04 wieder ins französische Oberhaus zurückkehrte.

### Gegenwart (seit 2004)
| Saison  | Platz   | Tore  | Punkte |
| ------- | ------- | ----- | ------ |
| 2004/05 | 6/20    | 47:34 | 53     |
| 2005/06 | 13/20   | 29:39 | 47     |
| 2006/07 | 11/20   | 52:50 | 49     |
| 2007/08 | 5/20    | 47:34 | 58     |
| 2008/09 | 17/20   | 40:56 | 40     |
| 2009/10 | 17/20   | 27:45 | 40     |
| 2010/11 | 10/20   | 46:47 | 49     |
| 2011/12 | 7/20    | 49:45 | 57     |
| 2012/13 | 5/20    | 60:32 | 63     |
| 2013/14 | 4/20    | 56:34 | 69     |
| 2014/15 | 5/20    | 51:30 | 69     |
| 2015/16 | 6/20    | 42:37 | 58     |
| 2016/17 | 8/20    | 41:42 | 50     |
| 2017/18 | 7/20    | 47:50 | 55     |
| 2018/19 | 4/20    | 59:41 | 66     |
| 2019/20 | 17/20   | 29:45 | 30     |
| 2020/21 | 11/20   | 42:54 | 46     |
| 2021/22 | 18/20 ▼ | 42:77 | 32     |
| 2022/23 | 8/20    | 63:57 | 53     |
| 2023/24 | 3/20 ▲  | 48:31 | 65     |

Ihre alte Stärke hat die AS Saint-Étienne bis heute nicht zurückerlangen können, sie hat sich sportlich jedoch weitestgehend stabilisiert. So belegte sie in der Saison 2004/05 den sechsten Platz und kehrte damit nach 23 Jahren wieder auf die internationale Bühne zurück. Bei seiner einzigen Teilnahme am UEFA Intertoto Cup hatte der Verein in der 2. Runde Neuchâtel Xamax (1:1 h; 2:1 a), ehe er in der 3. Runde aufgrund der Auswärtstorregel (1:1 a; 2:2 h) am CFR Cluj scheiterte.
Nach zwei mittelmäßigen Spielzeiten belegte Saint-Étienne 2007/08 den 5. Platz und qualifizierte sich so für den UEFA-Pokal 2008/09. In der 1. Runde gewann die ASSE beide Partien gegen Hapoel Tel Aviv jeweils mit 2:1. In der Gruppenphase wurde sie der Gruppe G zugelost, in der gegen den FC Kopenhagen (3:1 a), Rosenborg Trondheim (3:0 h), den FC Brügge (1:1 a) und den FC Valencia (2:2 h) der erste Platz erreicht werden konnte. Im Sechzehntelfinale setzten sich die Grünen gegen Olympiakos Piräus (3:1 a; 2:1 h), ehe im Achtelfinale gegen den späteren Finalisten Werder Bremen (0:1 a; 2:2 h) Schluss war.
Die zusätzliche Belastung durch die Teilnahme am UEFA-Pokal bekam der Verein in der Ligue 1 jedoch deutlich zu spüren. Mit Platz 17 und nur drei Punkten Vorsprung auf den ersten Abstiegsplatz gelang der Klassenerhalt nur hauchdünn. Auch in der darauffolgenden Spielzeit wurde Saint-Étienne 17., war zudem mit nur 27 Toren das abschlussschwächste Team der Saison.
Die Saison 2012/13 schien bei der ASSE eine Trendwende einzuleiten. In der Liga erreichte man Platz 5, sicherte sich so einen Platz für die Qualifikation zur UEFA Europa League 2012/13. Hinzu kamen starke Leistungen in den beiden Pokalwettbewerben. Im Coupe de France gelangte Saint-Étienne bis ins Viertelfinale, wobei – unabhängig von der Klasse des Gegners – jede Runde bis dahin nur knapp gewonnen wurde. Im Viertelfinale schied man schlussendlich mit 1:2 gegen den FC Lorient aus. Im Coupe de la Ligue (Ligapokal) konnte die ASSE sogar bis ins Finale vorstoßen. Auf dem Weg dorthin wurden unter anderem Paris Saint-Germain und der OSC Lille jeweils nach torlosen Unentschieden im Elfmeterschießen überwunden. Im Endspiel gewann man mit 1:0 gegen Stade Rennes und fügte der breiten Titelsammlung damit noch den letzten fehlenden Wettbewerb Frankreichs hinzu.
In der Europa-League-Qualifikation stieg man in Runde 3 ein und bezwang den FC Milsami in beiden Spielen jeweils mit 3:0. In den Play-offs musste man sich Esbjerg fB (3:4 a; 0:1 h) geschlagen geben. Ein Jahr später traf Saint-Étienne in den Play-offs auf Kardemir Karabükspor, nachdem in der Ligue 1 der vierte Platz erreicht wurde. Beide Partien endeten mit einem 1:0 für die jeweilige Heimmannschaft, schlussendlich setzte sich die ASSE vor heimischer Kulisse im Elfmeterschießen durch. In Gruppe F traf man auf Inter Mailand, den späteren Finalisten FK Dnipro und Qarabağ Ağdam. Nach fünf Unentschieden kam es am letzten Spieltag zum Entscheidungsspiel um Platz 2 gegen Dnipro. Die Ukrainer entschieden die Partie jedoch mit 1:0 für sich, Saint-Étienne schied als Drittplatzierter aus.
In der Saison 2014/15 wurde man erneut Fünfter, spielte erneut um die Qualifikation zur Europa League. Die Gegner waren ASA Târgu Mureș (3:0 a; 1:2 h) sowie FC Milsami (1:1 a; 1:0 h). In Gruppe G traf die ASSE erneut auf den FK Dnipro, aber auch auf die SS Lazio sowie Rosenborg Trondheim. Hinter Lazio erreichte Saint-Étienne den zweiten Platz und stieg so ins Sechzehntelfinale auf. Gegner war der FC Basel, die Fans des Schweizer Meisters durften aufgrund von Sicherheitsbedenken nicht zum Hinspiel in Saint-Étienne anreisen. Die Franzosen entschieden die Partie mit 3:2 für sich. Im Rückspiel sorgte eine kuriose Aktion des Basel-Spielers Renato Steffen für Schlagzeilen, da diese einen strittigen Platzverweis gegen Valentin Eysseric zur Folge hatte. Der FC Basel setzte sich mit 2:1 durch, weshalb Saint-Étienne aufgrund der Auswärtstorregel ausschied.
Auch nach der Saison 2015/16 durfte die ASSE als Sechstplatzierte an der Qualifikation zur Europa League teilnehmen. Dabei wurden AEK Athen (0:0 h; 1:0 a) und Beitar Jerusalem (2:1 a; 0:0 h) jeweils knapp bezwungen. In Gruppe C setzte sich Saint-Étienne gegen den RSC Anderlecht, den FSV Mainz 05 und den FK Qəbələ als ungeschlagener Gruppensieger durch. In weiterer Folge schied der Verein jedoch im Sechzehntelfinale gegen den späteren Sieger Manchester United (0:3 a; 0:1 h) deutlich aus.
In den beiden darauffolgenden Spielzeiten belegte Saint-Étienne jeweils Plätze im oberen Mittelfeld der Ligatabelle, verpasste den Europapokal aber jeweils knapp. 2017/18 war gegen das punktgleiche Bordeaux die Tordifferenz hierfür ausschlaggebend. 2018/19 sicherte die ASSE Platz 4, war damit zum bisher letzten Mal international vertreten. In Gruppe I der UEFA Europa League 2019/20 blieb sie gegen die KAA Gent, den VfL Wolfsburg und den FK Oleksandrija jedoch sieglos, belegte hinter letzterem den dritten Platz. Im März 2020 wurde der Spielbetrieb der Ligue 1 aufgrund der COVID-19-Pandemie eingestellt, Saint-Étienne stand zu diesem Zeitpunkt auf einem enttäuschenden 17. Platz. Der Verein konnte sich nichtsdestotrotz bis ins Pokalfinale kämpfen, verlor dieses aber mit 0:1 gegen das seinerseits „unschlagbare“ Paris Saint-Germain.
Am Ende der Saison 2021/22 stand Saint-Étienne auf dem 18. Platz und stieg nach verlorener Relegation gegen AJ Auxerre (nach doppeltem 1:1 ging das Elfmeterschießen verloren) in die zweite Liga ab. In weiterer Folge kam es zu schweren Zuschauerausschreitungen, die für die kommende Spielzeit einen Abzug von 3 Punkten zur Folge hatte.
Nach der Hinrunde der Saison 2022/23 stand man auf Rang 18, der Abstieg in die dritte Liga drohte. Am Ende rettete sich der Verein nach einer starken Rückrunde aber noch auf den achten Platz. Im Anschluss an die Saison 2023/24 kehrte die ASSE als Drittplatzierte wieder ins Oberhaus zurück. In der Relegation bezwang man den AF Rodez (2:0 h) und nach Verlängerung den FC Metz (2:1 h; 2:2 a).

## Fans

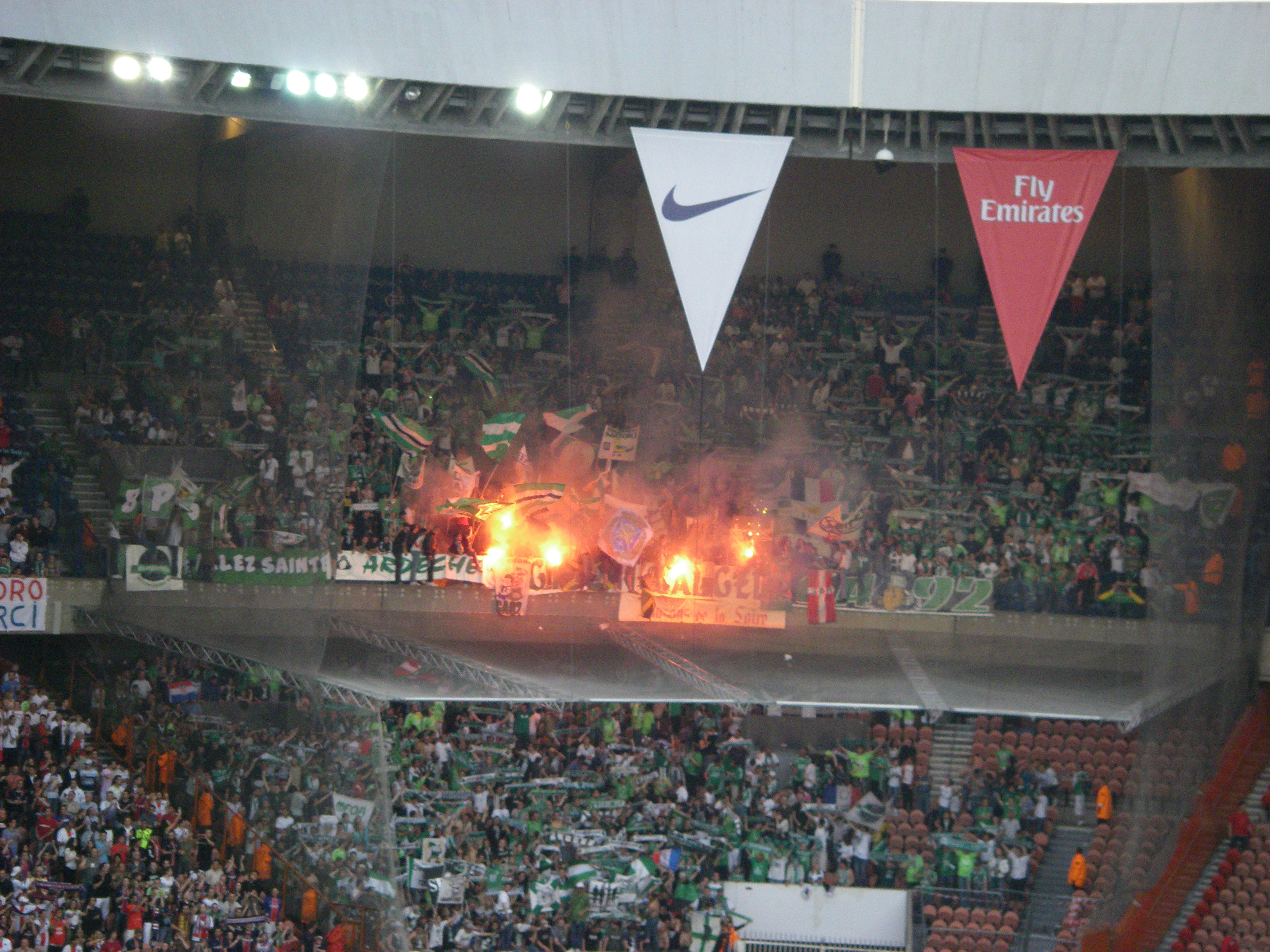
ASSE-Fans beim Gastspiel ihrer Mannschaft in Paris (1:1) am 10. Mai 2008.

Die Fanszene der Verts gilt als eine der aktivsten, treuesten und kreativsten Frankreichs. Bereits seit 1934 besteht der Fanverband Associés Supporters, der heute immer noch etwa 11.000 Mitglieder stark ist. Im Zuge der aus Italien herüberschwappenden Verbreitung der Ultra-Bewegung bildeten sich die bis heute sehr aktiven Ultrà-Gruppen Magic Fans (1991) sowie ein Jahr später die Green Angels. Im Laufe der Jahre gesellten sich noch die Union des supporters stéphanois sowie die Indépendantistes stéphanois 98 hinzu. Die Magic Fans unterhalten enge Beziehungen zur Stuttgarter Ultragruppierung Commando Cannstatt.

## Rivalitäten
Neben kleineren lokalen Rivalitäten gegenüber Valence und Grenoble hat sich über die Jahre eine „herzliche Abneigung“ gegenüber dem sehr erfolgreichen Rivalen Olympique aus dem nahe liegenden Lyon entwickelt – im Derby du Rhône wird regelmäßig der historische Kampf der proletarischen Stadt Saint-Étienne gegen das bourgeoise Lyon propagiert. Neben dem sportlichen Erfolg geht es beim Duell mit Olympique Marseille vielmehr um die Vorherrschaft auf den Rängen: auch OM hat eine lebhafte, laute und große Fanszene, deren Aktionen und Gesänge es bei den Begegnungen zu übertrumpfen gilt.

## Aktueller Kader 2024/25
Stand: 6. Mai 2025
| Nr.        | Nat.                         | Name                 | Geburtstag         | im Verein seit | Vertrag bis |     |
| Tor        | Tor                          | Tor                  | Tor                | Tor            | Tor         | Tor |
| ---------- | ---------------------------- | -------------------- | ------------------ | -------------- | ----------- | --- |
| 01         | Frankreich                   | Brice Maubleu        | 1. Dezember 1989   | 2024           | 2026        |     |
| 16         | Senegal                      | Boubacar Fall        | 3. Februar 2001    | 2021           | 2025        |     |
| 30         | Frankreich                   | Gautier Larsonneur   | 23. Februar 1997   | 2023           | 2026        |     |
| Abwehr     |                              |                      |                    |                |             |     |
| 03         | Frankreich                   | Mickaël Nadé         | 4. März 1999       | 2020           | 2028        |     |
| 05         | Marokko                      | Yunis Abdelhamid     | 28. September 1987 | 2024           | 2025        |     |
| 08         | Frankreich                   | Dennis Appiah        | 9. Juni 1992       | 2023           | 2026        |     |
| 13         | Frankreich                   | Maxime Bernauer      | 1. Juli 1998       | 2025           | 2025        |     |
| 17         | Frankreich                   | Pierre Cornud        | 12. Dezember 1996  | 2024           | 2026        |     |
| 19         | Frankreich                   | Léo Pétrot           | 23. März 1996      | 2022           | 2025        |     |
| 21         | Kongo Demokratische Republik | Dylan Batubinsika    | 15. Februar 1996   | 2023           | 2026        |     |
| 23         | Frankreich                   | Anthony Briançon     | 28. November 1994  | 2022           | 2026        |     |
| 27         | Frankreich                   | Yvann Maçon          | 1. Oktober 1998    | 2020           | 2025        |     |
| Mittelfeld |                              |                      |                    |                |             |     |
| 04         | Frankreich                   | Pierre Ekwah         | 15. Januar 2002    | 2024           | 2025        |     |
| 06         | Marokko                      | Benjamin Bouchouari  | 13. November 2001  | 2022           | 2026        |     |
| 10         | Frankreich                   | Florian Tardieu      | 22. April 1992     | 2023           | 2026        |     |
| 26         | Frankreich                   | Lamine Fomba         | 26. Januar 1998    | 2023           | 2026        |     |
| 28         | Serbien                      | Igor Miladinović     | 8. Juni 2003       | 2024           | 2028        |     |
| 29         | Marokko                      | Aïmen Moueffek       | 9. April 2001      | 2020           | 2028        |     |
| 34         | Frankreich                   | Antoine Gauthier     | 1. Juli 2004       | 2022           | 2025        |     |
| 37         | Frankreich                   | Louis Mouton         | 3. Juni 2002       | 2024           | 2025        |     |
| Sturm      |                              |                      |                    |                |             |     |
| 07         | Frankreich                   | Irvin Cardona        | 8. August 1997     | 2025           | 2025        |     |
| 09         | Mali                         | Ibrahim Sissoko      | 27. November 1995  | 2023           | 2026        |     |
| 11         | Neuseeland                   | Ben Old              | 13. August 2002    | 2024           | 2028        |     |
| 20         | Ghana                        | Augustine Boakye     | 3. November 2000   | 2024           | 2028        |     |
| 22         | Georgien                     | Suriko Dawitaschwili | 15. Februar 2001   | 2024           | 2028        |     |
| 25         | Senegal                      | Ibrahima Wadji       | 5. Mai 1995        | 2022           | 2025        |     |
| 32         | Belgien                      | Lucas Stassin        | 29. November 2004  | 2024           | 2028        |     |
| 63         | Frankreich                   | Djylian N'Guessan    | 30. August 2008    | 2025           | 2027        |     |

## Logohistorie

1940er Jahre
1970er Jahre
1980er Jahre
1993–2022
Seit 2022

## Sportliche Erfolge
- Französische Fußballmeisterschaft
  - Meister (10): 1957, 1964, 1967, 1968, 1969, 1970, 1974, 1975, 1976, 1981
  - Vize-Meister (3): 1946, 1971, 1982
- Französischer Fußballpokal
  - Sieger (6): 1962, 1968, 1970, 1974, 1975, 1977
  - Finalist (4): 1960, 1981, 1982, 2020
- Französischer Ligapokalsieger
  - Sieger (1): 2013
- Französischer Fußballsuperpokal
  - Sieger (5): 1957, 1962, 1967, 1968, 1969
  - Finalist (1): 1970
- Coupe Drago
  - Sieger (2): 1955, 1958
- Europapokal der Landesmeister
  - Finale (1): 1975/76

## Europapokalbilanz
| Saison  | Wettbewerb                    | Runde                  | Gegner                | Gesamt          | Hin            | Rück           |
| ------- | ----------------------------- | ---------------------- | --------------------- | --------------- | -------------- | -------------- |
| 1957/58 | Europapokal der Landesmeister | Vorrunde               | Glasgow Rangers       | 3:4             | 1:3 (A)        | 2:1 (H)        |
| 1962/63 | Europapokal der Pokalsieger   | 1. Runde               | Vitória Setúbal       | 4:1             | 1:1 (H)        | 3:0 (A)        |
| 1962/63 | Europapokal der Pokalsieger   | 2. Runde               | 1. FC Nürnberg        | 0:3             | 0:0 (H)        | 0:3 (A)        |
| 1964/65 | Europapokal der Landesmeister | Vorrunde               | FC La Chaux-de-Fonds  | 3:4             | 2:2 (H)        | 1:2 (A)        |
| 1967/68 | Europapokal der Landesmeister | 1. Runde               | Kuopion PS            | 5:0             | 2:0 (H)        | 3:0 (A)        |
| 1967/68 | Europapokal der Landesmeister | 2. Runde               | Benfica Lissabon      | 1:2             | 0:2 (A)        | 1:0 (H)        |
| 1968/69 | Europapokal der Landesmeister | 1. Runde               | Celtic Glasgow        | 2:4             | 2:0 (H)        | 0:4 (A)        |
| 1969/70 | Europapokal der Landesmeister | 1. Runde               | FC Bayern München     | 3:2             | 0:2 (A)        | 3:0 (H)        |
| 1969/70 | Europapokal der Landesmeister | 2. Runde               | Legia Warschau        | 1:3             | 1:2 (A)        | 0:1 (H)        |
| 1970/71 | Europapokal der Landesmeister | 1. Runde               | Cagliari Calcio       | 1:3             | 0:3 (A)        | 1:0 (H)        |
| 1971/72 | UEFA-Pokal                    | 1. Runde               | 1. FC Köln            | 2:3             | 1:1 (H)        | 1:2 (A)        |
| 1974/75 | Europapokal der Landesmeister | 1. Runde               | Sporting Lissabon     | 3:1             | 2:0 (H)        | 1:1 (A)        |
| 1974/75 | Europapokal der Landesmeister | 2. Runde               | Hajduk Split          | 6:5             | 1:4 (A)        | 5:1 n. V. (H)  |
| 1974/75 | Europapokal der Landesmeister | Viertelfinale          | Ruch Chorzów          | 4:3             | 2:3 (A)        | 2:0 (H)        |
| 1974/75 | Europapokal der Landesmeister | Halbfinale             | FC Bayern München     | 0:2             | 0:0 (H)        | 0:2 (A)        |
| 1975/76 | Europapokal der Landesmeister | 1. Runde               | Kjøbenhavns Boldklub  | 5:1             | 2:0 (A)        | 3:1 (H)        |
| 1975/76 | Europapokal der Landesmeister | 2. Runde               | Glasgow Rangers       | 4:1             | 2:0 (H)        | 2:1 (A)        |
| 1975/76 | Europapokal der Landesmeister | Viertelfinale          | Dynamo Kiew           | 3:2             | 0:2 (A)        | 3:0 (H)        |
| 1975/76 | Europapokal der Landesmeister | Halbfinale             | PSV Eindhoven         | 1:0             | 1:0 (H)        | 0:0 (A)        |
| 1975/76 | Europapokal der Landesmeister | Finale                 | FC Bayern München     | 0:1             | 0:1 in Glasgow | 0:1 in Glasgow |
| 1976/77 | Europapokal der Landesmeister | 1. Runde               | ZSKA Sofia            | 1:0             | 0:0 (A)        | 1:0 (H)        |
| 1976/77 | Europapokal der Landesmeister | 2. Runde               | PSV Eindhoven         | 1:0             | 1:0 (H)        | 0:0 (A)        |
| 1976/77 | Europapokal der Landesmeister | Viertelfinale          | FC Liverpool          | 2:3             | 1:0 (H)        | 1:3 (A)        |
| 1977/78 | Europapokal der Pokalsieger   | 1. Runde               | Manchester United     | 1:3             | 1:1 (H)        | 0:2 (A)        |
| 1979/80 | UEFA-Pokal                    | 1. Runde               | Widzew Łódź           | 4:2             | 1:2 (A)        | 3:0 (H)        |
| 1979/80 | UEFA-Pokal                    | 2. Runde               | PSV Eindhoven         | 6:2             | 0:2 (A)        | 6:0 (H)        |
| 1979/80 | UEFA-Pokal                    | 3. Runde               | Aris Saloniki         | 7:4             | 4:1 (H)        | 3:3 (A)        |
| 1979/80 | UEFA-Pokal                    | Viertelfinale          | Bor. Mönchengladbach  | 1:6             | 1:4 (H)        | 0:2 (A)        |
| 1980/81 | UEFA-Pokal                    | 1. Runde               | Kuopion PS            | 14:00           | 7:0 (A)        | 7:0 (H)        |
| 1980/81 | UEFA-Pokal                    | 2. Runde               | FC St. Mirren         | 2:0             | 0:0 (A)        | 2:0 (H)        |
| 1980/81 | UEFA-Pokal                    | 3. Runde               | Hamburger SV          | 6:0             | 5:0 (A)        | 1:0 (H)        |
| 1980/81 | UEFA-Pokal                    | Viertelfinale          | Ipswich Town          | 2:7             | 1:4 (H)        | 1:3 (A)        |
| 1981/82 | Europapokal der Landesmeister | Vorrunde               | BFC Dynamo            | 1:3             | 1:1 (H)        | 0:2 (A)        |
| 1982/83 | UEFA-Pokal                    | 1. Runde               | Tatabánya Bányász SC  | 4:1             | 4:1 (H)        | 0:0 (A)        |
| 1982/83 | UEFA-Pokal                    | 2. Runde               | Bohemians ČKD Prag    | 0:4             | 0:0 (H)        | 0:4 (A)        |
| 2005    | UEFA Intertoto Cup            | 2. Runde               | Neuchâtel Xamax       | 3:2             | 1:1 (H)        | 2:1 (A)        |
| 2005    | UEFA Intertoto Cup            | 3. Runde               | CFR Cluj              | (a)3:3(a)       | 1:1 (A)        | 2:2 (H)        |
| 2008/09 | UEFA-Pokal                    | 1. Runde               | Hapoel Tel Aviv       | 4:2             | 2:1 (A)        | 2:1 (H)        |
| 2008/09 | UEFA-Pokal                    | Gruppenphase           | FC Kopenhagen         | 3:1             | 3:1 (A)        |                |
| 2008/09 | UEFA-Pokal                    | Gruppenphase           | Rosenborg Trondheim   | 3:0             | 3:0 (H)        |                |
| 2008/09 | UEFA-Pokal                    | Gruppenphase           | FC Brügge             | 1:1             | 1:1 (A)        |                |
| 2008/09 | UEFA-Pokal                    | Gruppenphase           | FC Valencia           | 2:2             | 2:2 (H)        |                |
| 2008/09 | UEFA-Pokal                    | Sechzehntelfinale      | Olympiakos Piräus     | 5:2             | 3:1 (A)        | 2:1 (A)        |
| 2008/09 | UEFA-Pokal                    | Achtelfinale           | Werder Bremen         | 2:3             | 0:1 (A)        | 2:2 (A)        |
| 2013/14 | UEFA Europa League            | 3. Qualifikationsrunde | FC Milsami            | 6:0             | 3:0 (H)        | 3:0 (A)        |
| 2013/14 | UEFA Europa League            | Play-offs              | Esbjerg fB            | 3:5             | 3:4 (A)        | 0:1 (H)        |
| 2014/15 | UEFA Europa League            | Play-offs              | Kardemir Karabükspor  | 1:1 (4:3 i. E.) | 0:1 (A)        | 1:0 n. V. (H)  |
| 2014/15 | UEFA Europa League            | Gruppenphase           | FK Qarabağ Ağdam      | 1:1             | 0:0 (A)        | 1:1 (H)        |
| 2014/15 | UEFA Europa League            | Gruppenphase           | Dnipro Dnipropetrowsk | 0:1             | 0:0 (H)        | 0:1 (A)        |
| 2014/15 | UEFA Europa League            | Gruppenphase           | Inter Mailand         | 1:1             | 0:0 (A)        | 1:1 (H)        |
| 2015/16 | UEFA Europa League            | 3. Qualifikationsrunde | ASA Târgu Mureș       | 4:2             | 3:0 (A)        | 1:2 (H)        |
| 2015/16 | UEFA Europa League            | Play-offs              | FC Milsami            | 2:1             | 1:1 (A)        | 1:0 (H)        |
| 2015/16 | UEFA Europa League            | Gruppenphase           | Rosenborg Trondheim   | 3:3             | 2:2 (H)        | 1:1 (A)        |
| 2015/16 | UEFA Europa League            | Gruppenphase           | Lazio Rom             | 3:4             | 2:3 (A)        | 1:1 (H)        |
| 2015/16 | UEFA Europa League            | Gruppenphase           | Dnipro Dnipropetrowsk | 4:0             | 1:0 (A)        | 3:0 (H)        |
| 2015/16 | UEFA Europa League            | Sechzehntelfinale      | FC Basel              | (a)4:4(a)       | 3:2 (H)        | 1:2 (A)        |
| 2016/17 | UEFA Europa League            | 3. Qualifikationsrunde | AEK Athen             | 1:0             | 0:0 (H)        | 1:0 (A)        |
| 2016/17 | UEFA Europa League            | Play-offs              | Beitar Jerusalem      | 2:1             | 2:1 (A)        | 0:0 (H)        |
| 2016/17 | UEFA Europa League            | Gruppenphase           | 1. FSV Mainz 05       | 1:1             | 1:1 (A)        | 0:0 (H)        |
| 2016/17 | UEFA Europa League            | Gruppenphase           | RSC Anderlecht        | 4:3             | 1:1 (H)        | 3:2 (A)        |
| 2016/17 | UEFA Europa League            | Gruppenphase           | FK Qəbələ             | 3:1             | 1:0 (H)        | 2:1 (A)        |
| 2016/17 | UEFA Europa League            | Sechzehntelfinale      | Manchester United     | 0:4             | 0:3 (A)        | 0:1 (H)        |
| 2019/20 | UEFA Europa League            | Gruppenphase           | KAA Gent              | 2:3             | 2:3 (A)        | 0:0 (H)        |
| 2019/20 | UEFA Europa League            | Gruppenphase           | VfL Wolfsburg         | 1:2             | 1:1 (H)        | 0:1 (A)        |
| 2019/20 | UEFA Europa League            | Gruppenphase           | FK Oleksandrija       | 3:3             | 1:1 (H)        | 2:2 (A)        |

Legende: (H) – Heimspiel, (A) – Auswärtsspiel, (N) – neutraler Platz, (a) – Auswärtstorregel, (i. E.) – im Elfmeterschießen, (n. V.) – nach Verlängerung

### Gesamtbilanz
| Wettbewerb                  | Spiele | S  | U  | N  | T+   | T-   |
| --------------------------- | ------ | -- | -- | -- | ---- | ---- |
| UEFA Champions League       | 39     | 19 | 06 | 14 | 49   | 41   |
| Europapokal der Pokalsieger | 06     | 01 | 03 | 02 | 05   | 07   |
| UEFA-Pokal / Europa League  | 76     | 28 | 26 | 22 | 1180 | 84   |
| UEFA Intertoto Cup          | 04     | 01 | 03 | 0  | 06   | 05   |
| Gesamt                      | 1250   | 49 | 38 | 38 | 1780 | 1370 |

Stand: 12. Dezember 2019

## Bekannte ehemalige Spieler
In Klammern: Zeit der Vereinszugehörigkeit als Spieler
- Claude Abbes (1952–1962)
- René Alpsteg (1944–1953)
- Pierre-Emerick Aubameyang (2011–2013)
- Dominique Bathenay (1971–1978)
- Patrick Battiston (1980–1983)
- Yvan Beck (1935–1939)
- Georges Bereta (1966–1974)
- Pierre Bernard (1963–1967)
- Laurent Blanc (1993–1995)
- Bernard Bosquier (1966–1971)
- Georges Carnus (1967–1971)
- Grégory Coupet (1993–1997)
- Antoine Cuissard (1944–1946 und 1947–1952)
- Ivan Ćurković (1972–1981)
- René Domingo (1949–1964)
- René Ferrier (1954–1965)
- Kader Firoud (1945–1948)
- Jacques Foix (1953–1956 und 1962–1964)
- Yvon Goujon (1954–1959)
- Josuha Guilavogui (2008–2013)
- André Guy (1962–1965)
- Robert Herbin (1957–1972)
- Aimé Jacquet (1960–1973)
- Gérard Janvion (1972–1983)
- Salif Keïta (1967–1972)
- Bernard Lacombe (1978–1979)
- Jean-François Larios (1973–1977 und 1978–1983)
- Jean-Michel Larqué (1965–1977)
- Ginès Liron (1959–1962)
- René Llense (1938/39 und 1942–1945)
- Christian Lopez (1969–1982)
- Blaise Matuidi (2007–2011)
- Rachid Mekhloufi (1954–1958 und 1962–1968)
- Roger Milla (1984–1986)
- Eugène Njo-Léa (1954–1959)
- Jean Oleksiak (1955–1963)
- Oswaldo Piazza (1972–1979)
- Michel Platini (1979–1982)
- Johnny Rep (1979–1983)
- Pierre Repellini (1969–1980)
- Hervé Revelli (1964–1971 und 1973–1978)
- Patrick Revelli (1969–1978)
- Dominique Rocheteau (1972–1980)
- Antoine Rodriguez (1942–1949 und 1950/51)
- Willy Sagnol (1995–1997)
- Jacques Santini (1969–1981)
- Christian Sarramagna (1969–1979)
- Jean Snella (1938–1940 und 1945/46)
- Ignace Tax (1935–1940 und 1942–1945)
- Jacques Zimako (1977–1981)

## Trainer und Präsidenten
Vermutlich ist neben der „Talentschmiede“ die personelle Kontinuität im Verein eines der Geheimnisse der großen Erfolge von ASSE: in der Zeitspanne, in der les Verts all ihre Titel – mit Ausnahme des Pokalsieges von 1962 – gewannen, waren lediglich vier Trainer insgesamt 40 Jahre im Amt, drei von ihnen vorher zudem bereits Spieler in Saint-Étienne – und parallel dazu brachten es ganze zwei Klubpräsidenten auf zusammen 41 Dienstjahre.
| Präsidenten Pierre Guichard (1927–1943, 1950–1952 und 1959–1961) Roger Rocher (1961–1982) Bernard Caiazzo (1998–2024) Ivan Gazidis (2024) Olivier Dall'Oglio (seit 2024) |  | Trainer Teddy Duckworth, 1930er, erster Erstligaaufstieg Ignace Tax, 1943–1950 Jean Snella, 1950–1959 und 1963–1967 Albert Batteux, 1967–1972 Robert Herbin, 1972–1983, 1987–1990 und 1997/98 Claude Puel, 2019–2021 |

## Frauenteam
Die Frauenfußballabteilung der AS Saint-Étienne wurde 1977 aufgelöst. Daraufhin wurde der Racing Club de Saint-Étienne gegründet, dessen Frauenfußballerinnen sich 2009 dem finanzstärkeren Lokalrivalen anschlossen, zunächst unter dem Namen Saint-Étienne Loire Féminin und ab 2010 wieder als ASSE.
Die erste Frauschaft spielt seither bis einschließlich 2014/15 in der Division 1 Féminine, der höchsten Frauenfußballliga in Frankreich. 2011 gewannen die Spielerinnen die Coupe de France féminine, den französischen Vereinspokal, während sie 2013 erneut im Endspiel standen, es diesmal aber verloren. 2017 war Saint-Étienne in die zweite Division abgestiegen, aus der die Frauen 2021 in die höchste Liga zurückkehrten, nur um nach einer Spielzeit – wie zu diesem Zeitpunkt auch die Männer der ASSE – den Gang in die Zweitklassigkeit antreten zu müssen. Zur Saison 2023/24 kehrten die Frauen ein weiteres Mal in die mittlerweile als Première Ligue bezeichnete erste Division zurück.